# Döschko
Döschko, obersorbisch Daški, ist ein zum Ortsteil Neustadt/Spree gehörendes Dorf in der Gemeinde Spreetal im Landkreis Bautzen in der sächsischen Oberlausitz. Der Ort hat heute keinen amtlichen Ortsteilstatus mehr und war bis zum 1. Januar 1996 ein Ortsteil der bis dahin eigenständigen Gemeinde Neustadt/Spree.

## Lage
Döschko liegt in der Oberlausitz an der Spree, unmittelbar gegenüber der zur Gemeinde Trebendorf gehörenden Siedlung Ruhlmühle. Der einzige weitere direkte Nachbarort ist Neustädter Hammer im Nordwesten, südlich von Döschko befindet sich der Truppenübungsplatz Oberlausitz. Die Siedlung zählt zum amtlichen Sorbischen Siedlungsgebiet und ist über eine Gemeindestraße mit Neustadt/Spree verbunden.

## Geschichte
Im Jahr 1568 wird der Ort als Deschke erwähnt. Der aus dem Sorbischen stammende Ortsname beschreibt einen „dunstreichen Ort“. Döschko gehörte zur Standesherrschaft Hoyerswerda, die dort ein Vorwerk anlegte. Dort waren anfangs 18 besessene Mann und sieben Häusler ansässig. Aufgrund der ungünstigen Lage wurde dieses Vorwerk später geschleift und das Land an Bauern verpachtet. Mit dem Prager Frieden kam Döschko 1635 zum Kurfürstentum Sachsen. Dieses wurde später zum Königreich erhoben und nach der auf dem Wiener Kongress beschlossenen Teilung des Königreiches Sachsen wurde Döschko preußisch.
In Preußen gehörte Döschko zunächst zum Spremberg-Hoyerswerdaer Kreis in der Provinz Brandenburg. 1825 wurde der Landkreis Hoyerswerda abgespalten, sodass Döschko fortan zum Regierungsbezirk Liegnitz der Provinz Schlesien gehörte. Im gleichen Jahr hatte Döschko 25 Einwohner, bis 1880 stieg die Einwohnerzahl auf 111. Kirchlich gehörte Döschko, wie alle südlich der Spree gelegenen Teile von Neustadt, zu Spreewitz. Die Kinder des Dorfes gingen auch in Spreewitz zur Schule. Laut Arnošt Muka waren von den 111 Einwohnern 108 Sorben und drei Deutsche, wobei die deutschen Einwohner auch alle die sorbische Sprache beherrschten. Von 1919 bis 1938 lag die Gemeinde Neustadt/Spree mit ihren Ortsteilen in der Provinz Niederschlesien, danach wieder in der Provinz Schlesien und ab 1941 wieder in der Provinz Niederschlesien.
Nach dem Ende des Zweiten Weltkrieges wurde Döschko Teil der Sowjetischen Besatzungszone und später der DDR. Bei der Kreisreform am 25. Juli 1952 wurde Neustadt/Spree mit Döschko, Altmühle und Neustädter Hammer dem Kreis Hoyerswerda im Bezirk Cottbus zugeordnet. Nach der Wiedervereinigung lag der Ort zunächst im Landkreis Hoyerswerda in Sachsen. Am 1. Januar 1996 schloss sich Neustadt mit zwei weiteren Gemeinden zur Gemeinde Spreetal zusammen, zu der Döschko seitdem gehört. Am gleichen Tag ging das Dorf im Landkreis Westlausitz-Dresdner Land auf, der später in Landkreis Kamenz umbenannt wurde. Seit 2008 liegt der Ort im Landkreis Bautzen.